# Ibrahim Bingöl
Ibrahim Bingöl (* 24. September 1993 in Varto, Türkei) ist ein österreichischer Fußballspieler und -trainer.

## Karriere
Bingöl begann im Mai 2002 beim Nachwuchs des ASV Gösting Fußball zu spielen. Im August 2004 wechselte er zum Nachwuchs des SK Sturm Graz. Ab März 2007 spielte er beim Nachwuchs des Union JSV Ries-Kainbach und ab Jänner 2010 beim FC Großklein.
Im Sommer 2010 wurde der Mittelfeldspieler vom Kapfenberger SV verpflichtet, wo er am 25. Mai 2011 erstmals im Kader aufgeboten wurde, jedoch nicht zum Einsatz kam. In der Saison 2011/12 und im Herbst 2012 kam er ausschließlich in der zweiten Mannschaft in der Regionalliga Mitte zum Einsatz. Sein Debüt in der ersten Mannschaft des Kapfenberger SV gab er am 1. März 2013 beim 7:1-Auswärtssieg beim SKN St. Pölten. Eine Woche danach erzielte er gegen den FC Blau-Weiß Linz mit seinem Goldtor zum 1:0 in der 47. Spielminute seinen ersten Treffer für den KSV.
Im Sommer 2014 wechselte Ibrahim Bingöl zum SV Austria Salzburg. Sein Vertrag wurde jedoch im Jänner 2016 auf Grund der finanziellen Probleme des Vereins aufgelöst, worauf er zum Wolfsberger AC in die Bundesliga wechselte.
Nach nur zwei Spielen verließ er den Wolfsberger AC im Sommer 2016 wieder. Im August 2016 wechselte er in die Türkei zum Drittligisten Keçiörengücü. Nach drei Einsätzen für Keçiörengücü in der TFF 2. Lig wurde er im Jänner 2017 für eineinhalb Jahre an den Viertligisten Ankara Demirspor verliehen. 2018 stieg er mit dem Verein in die dritthöchste Spielklasse auf. Zur Saison 2018/19 wechselte Bingöl zum Viertligisten Yeni Orduspor. Nach drei Spielen für Yeni Orduspor kehrte er zur Saison 2019/20 nach Österreich zur KSV zurück, bei der er einen bis Juni 2020 laufenden Vertrag erhielt. Nach der Saison 2019/20 verließ er Kapfenberg nach 18 Zweitligaeinsätzen wieder.
Nach einem halben Jahr ohne Verein wechselte Bingöl im Jänner 2021 wieder in die Türkei, wo er sich dem Viertligisten Ofspor anschloss. Für Ofspor kam er zu vier Viertligaeinsätzen, ehe er den Verein bereits im März 2021 wieder verließ. Nach mehreren Monaten ohne Klub kehrte er zur Saison 2021/22 nach Österreich zurück und wechselte zum viertklassigen SC Bruck/Mur. Für Bruck kam er zu drei Einsätzen in der Landesliga, ehe er bereits im August 2021 wieder in die Türkei wechselte, diesmal zum Drittligisten Vanspor FK. Für Vanspor absolvierte er aber nur drei Partien in der 2. Lig, beide im Oktober 2021. Nach der Saison 2022/23 verließ er das Team wieder.
Bereits ab September 2022 fungierte Bingöl als Trainer des achtklassigen Graz United und führte diesen in der Saison 2023/24 in die Gebietsliga Mitte. Ab der Saison 2024/25 war er auch als Spieler für die Grazer gemeldet, blieb aber bis auf einen Kurzeinsatz im Steirer-Cup ohne weitere Einsätze. Das Traineramt hatte er noch vor Saisonbeginn an den 24 Jahre alten Mohamed Hassan abgegeben.